# 먼데이 키즈
먼데이 키즈(Monday Kiz)는 2005년에 결성한 대한민국의 남성 R&B 그룹이다. 원래 이진성과 故김민수로 구성된 2인조 그룹이었으나, 2008년 4월 29일에 원년멤버 故김민수가 모터사이클 사고로 사망하면서 2008년 8월 4일에 해체되었다. 2010년 4월에 3인조 그룹으로 재결성되었다가, 2016년 군제대 이후부터는 '먼데이 키즈 이진성' 1인 체제로 이어가고 있다.
대표곡으로는 〈Bye Bye Bye〉, 〈이런 남자〉, 〈남자야〉, 〈녹슨가슴〉, 〈나비의 꿈〉, 〈가슴으로 외쳐〉, 〈발자국〉, 〈흉터〉, 〈미안해, 고마워, 사랑해 〉, 〈니가 떠난 그날〉등이 있다. 이진성은 그룹 해체 후 솔로로 활동하다가, 2010년 4월에 새로운 2명의 멤버(한승희, 임한별)와 함께 3인조 그룹으로 먼데이 키즈를 재결성하여 새 앨범《New Sentimental》을 발매했다.
멤버들간의 음악견해 차이로 한승희와 임한별이 탈퇴하여 원년멤버 이진성만 남게 되었다. 사람들이 원년멤버 김민수를 잊지 않고 기억 해주길 바라는 마음에 먼데이 키즈란 이름으로 지금까지 이어가고 있다.

## 구성원
| 이름   | 소개 |
| ------ | --- |
| 이진성 | - 생년월일 : 1985년 2월 27일(40세) - 출생지 : 대한민국 서울특별시 - 학력 : 경희대학교 포스트모던학과 - 신체 : 키 / 몸무게 175cm, 63kg, 혈액형 O형 - 활동기간 : 2005년 ~ 현재 |

### 이전 구성원
| 이름   | 소개 |
| ------ | --- |
| 김민수 | - 생년월일 : 1985년 1월 14일 - 출생지 : 대한민국 부산광역시 - 사망일 : 2008년 4월 29일(23세) - 사망지 : 대한민국 서울특별시 - 학력 : 안양대학교 성악과 - 신체 : 키 / 몸무게 175cm, 63kg, 혈액형 A형 - 활동기간 : 2005년 ~ 2008년 |
| 임한별 | - 생년월일 : 1989년 2월 8일(36세) - 출생지 : 대한민국 부산광역시 - 학력 : 한양대학교 정보사회학과 - 신체 : 키 / 몸무게 173cm , 60kg, 혈액형 A형 - 경력 : 에이스타일 전 멤버 - 활동기간 : 2010년 ~ 2016년                         |
| 한승희 | - 생년월일 : 1988년 10월 20일(36세) - 출생지 : 대한민국 서울특별시 - 학력 : 한국방송통신대학교 - 신체 : 키 / 몸무게 177cm, 65kg, 혈액형 B형 - 활동기간 : 2010년 ~ 2016년                                                         |

## 앨범

### 정규 앨범
- 2005년 10월 6일 1집 《Bye Bye Bye》 타이틀 곡: 〈Bye Bye Bye〉
- 2007년 2월 1일 2집 《El Condor Pasa》 타이틀 곡: 〈남자야〉, 〈착한남자〉
- 2008년 3월 31일 3집 《Inside story》 타이틀곡: 〈가슴으로 외쳐〉, 〈발자국〉
- 2010년 5월 20일 4집 《Ru：t；》 타이틀곡: 〈가지마〉
- 2013년 10월 15일 5집 《Unfinished》 타이틀곡: 〈그대여〉

### 비정규 앨범
- 2007년 10월 1일 Incompletion (싱글앨범) (먼데이 키즈) 
 타이틀곡: 〈녹슨가슴〉, 〈투명한 눈물〉
- 2008년 9월 4일 《Recollection (유작앨범)》(먼데이 키즈) 타이틀곡: 〈Never say good bye〉, 〈미안해, 고마워, 사랑해〉
- 2011년 4월 18일 미니앨범 1집 Memories Cantare (먼데이 키즈) 타이틀 곡: 〈슈루룹〉
- 2011년 12월 12일 미니앨범 2집 The Ballad (먼데이 키즈) 타이틀곡: 〈미행〉
- 2012년 10월 25일 미니앨범 3집 Healing activity (먼데이 키즈) 타이틀곡: 〈확률〉
- 2013년 1월 17일 싱글 You ＆ I (먼데이 키즈) 타이틀곡: 〈You & I〉
- 2013년 12월 12일 싱글 입맞춤 (먼데이 키즈) 타이틀곡: 〈입맞춤〉
- 2014년 3월 11일 싱글 그대라는 이유 (먼데이 키즈) 타이틀곡: 〈그대라는 이유〉
- 2014년 10월 1일 싱글 두 번 죽이는 말 (먼데이 키즈) 타이틀곡: 〈두 번 죽이는 말〉
- 2015년 1월 7일 싱글 사랑 (먼데이 키즈) 타이틀곡: 〈사랑〉
- 2016년 4월 26일 싱글 너의 목소리 (먼데이 키즈) 타이틀곡: 〈너의 목소리〉
- 2016년 5월 3일 미니앨범 Reboot (먼데이 키즈) 타이틀곡: 〈그대 품에〉
- 2019년 5월 27일 싱글 사랑이 식었다고 말해도 돼 (먼데이 키즈) 타이틀곡: <사랑이 식었다고 말해도 돼>

### 그 외
- 2006년 《스마일 어게인 OST》
- 2007년 11월 26일 Voice One('먼데이키즈'(이진성) & 일락 & 장혜진) 《Travel #1(Single)》 타이틀 곡: 〈니가 내린다〉
- 2008년 1월 15일 '먼데이키즈'(이진성) & V.O.S(최현준) & 일락 Friendship(Single) 
 타이틀 곡: 〈그깟사랑〉
- 2008년 2월 11일 Voice One(먼데이키즈(이진성) & 일락 & 장혜진) Travel #2(Single) 타이틀 곡: 〈눈물 한 방울〉
- 2009년 1월 29일 Voice One(먼데이키즈(이진성) & 일락 & 장혜진)《Remembrance (EP)》 타이틀곡: 〈못난 내사랑〉, 〈오래 오래요〉
- 2009년 11월 2일 '먼데이키즈' 이진성 & 일락 편지(Digital Single), 타이틀 곡: 편지
- 2010년 3월 18일 Voice One(먼데이키즈(이진성) & 일락 & 장혜진) 안녕 내 사랑아 (Digital Single) 타이틀곡: 〈안녕 내 사랑아〉
- 2010년 4월 14일 《검사프린세스》 OST {먼데이키즈(이진성 & 임한별 & 한승희)} Goodbye my princess
- 2010년 4월 20일 《New Sentimental》
- 2010년 7월 9일 김수로 OST Part.2 (먼데이키즈 (이진성)) 가시 같은 사랑
- 2010년 7월 22일 Summer (Single) 먼데이키즈 with V.O.S 타이틀곡: 미치겠다
- 2011년 1월 5일 리메이크 싱글앨범 Nostalgia(Digital single) 타이틀곡: 사랑해 그리고 기억해
- 2011년 2월 8일 Voice One(장혜진 & 먼데이키즈 & 시몬) 보이스원 (Digital Single) 타이틀곡: 눈물을 움켜쥐고
- 2017년 10월 14일 가을 안부 - 먼데이키즈(Monday Kiz) 가을 안부 [Digital Single]